# دون بويي
دون بويي (بالإنجليزية: Don Bowie)‏ هو مدرب كرة قدم ولاعب كرة قدم بريطاني، ولد في 14 أبريل 1940. لعب مع نادي دمبرتون ونادي رينجرز ونادي ستنهاوسموير.